# 타도제국주의동맹

타도제국주의동맹 (打倒帝國主義同盟) 혹은 ㅌ.ㄷ(초기에는 E·I로 선전되었다고 한다) 김일성이 1926년에 설립한 반제국주의 조직이다. 그러나 이 조직은 실제로 존재했는지 사실여부가 명확히 밝혀지지 않았으며, 일각에서는 타도제국주의동맹을 조선민주주의인민공화국의 역사왜곡으로 간주되기도 한다.
타도제국주의동맹은 강령에서 당면과업으로 '일본제국주의를 타도하고 조선의 해방과 독립을 이룩할 것을 내세웠다.'라고 하며, 최종목적으로 '조선에 사회주의, 공산주의를 건설하며 나아가서 모든 제국주의를 타도하고 세계에 공산주의를 건설할 것'을 규정하였다. 《ㅌ.ㄷ》는 동맹원들이 노동계급의 혁명사상을 깊이 연구하고 광범한 군중속에 조직을 빨리 늘려 나가는 것을 자기의 강령을 실현하기 위한 활동방침으로 내세웠다.
조선민주주의인민공화국 학계에서는 조선공산주의운동의 사대주의, 교조주의에 반대하였으며 자주성의 원칙에 기초하였다고 주장하고 있다. 1927년 8월에 대중적인 비합법적청년조직인 반제청년동맹으로 개편되었다.

## 참고 자료
- 본 문서에는 조선민주주의인민공화국에서 카피레프트로 공개한 백과사전인 정치사전의 내용을 기초로 작성된 내용이 포함되어 있습니다.